# Avril à Paris (roman)
Pour les articles homonymes, voir Avril à Paris (homonymie).
Avril à Paris est un roman de l'écrivain autrichien Michael Wallner, paru en 2008 aux États-Unis sous le titre April in Paris, et paru en France en avril 2009 aux Éditions Robert Laffont.

## Synopsis
Durant la Seconde Guerre mondiale (en 1943), une histoire d'amour impossible nait dans les cabarets de Paris. Michel Roth, interprète allemand pour la Gestapo tombe amoureux d'une parisienne, Chantal. Pour l'approcher, il doit se faire passer pour Antoine, le français typique. Leur amour va être mis a rude épreuve quand Chantal va interdire à Antoine d'aller dans un cabaret sans lui en dire la raison. Il désobéit et échappe à l'attentat de la résistance. dont Chantal fait partie. Accusé de l'explosion, Michel va être torturé. L'amour sera-t-il assez fort pour qu'il ne livre pas sa bien-aimée à la mort ?

## Éditions
- April in Paris, éditions Anchor Books, 2008  (ISBN 9780307277688)
- Avril à Paris, traduit par Frédéric Weinmann, Éditions Robert Laffont, 2009  (ISBN 9782266181723)[2]